# Lebedodes fumealis
Lebedodes fumealis is een vlinder uit de familie van de houtboorders (Cossidae). De wetenschappelijke naam van de soort is voor het eerst geldig gepubliceerd door Janse.